# Mal Waldron
Malcolm Earl Waldron (New York, 16 augustus 1925 – Brussel, 2 december 2002) was een Amerikaanse jazz- en wereldmuziekpianist en jazzcomponist.
Omdat hij in New York geboren was hield hij zich vooral bezig met hardbop. Hij werd daarbij geïnspireerd door Thelonious Monk.
Na een kleine prijs die hij voor zijn composities ontving in New York, in 1950, ging hij samenwerken met Ike Quebec, 'Big' Nick Nicholas en verschillende rhythm-and-bluesgroepen. Daarna werkte hij meerdere malen met Charles Mingus in 1954 en was de begeleidende pianist van Billie Holiday van 1957 tot 1959 tot zij overleed.
Na de dood van Billie Holiday begon Mal Waldron eigen groepen en nam hij meerdere platen op voor het bekende jazzlabel Prestige. Hij schreef toen ook de jazzstandard Soul Eyes, een stuk dat vooral bekendheid kreeg door de versie van John Coltrane voor het label Impulse.
Waldrons spel was uniek. Hij speelde zijn bas een geheel octaaf lager en zijn solo's toonden verwantschap met de latere minimal music. Waldron is op veel platen te vinden, onder meer op zijn eigen albums maar ook als speler met: John Coltrane, Eric Dolphy, Clifford Jordan, Archie Shepp, David Murray en Booker Little.
In 1963 raakte hij enorm overspannen en hij moest daarna zijn techniek weer onder controle krijgen, vermoedelijk door het luisteren naar zijn eigen opnames. Na 1965 verhuisde Waldron naar München en daarna naar Brussel. Soms keerde hij terug naar de Verenigde Staten om daar weer op te treden.
In de jaren 1980 en '90 werkte Mal Waldron veel met de Duitse jazz-rock-groep Embryo samen.
In Nederland en België trad hij vaak in duo met avant-garde saxofonist Steve Lacy op, die nog met Thelonious Monk had gespeeld. Uit die samenwerking resulteerde postuum onder andere de opname uit de Amsterdamse jazzclub At the Bimhuis 1982.
Waldrons gezondheid ging einde jaren 1990 steeds verder achteruit. Hij overleed in 2002 in Brussel.